# Ophiolimna opercularis
Ophiolimna opercularis is een slangster uit de familie Ophiacanthidae.
De wetenschappelijke naam van de soort werd in 1907 gepubliceerd door René Koehler.